# Gaaltije
Gaaltjie (Sydsamiskt kulturcentrum) är ett kunskapscenter för sydsamisk kultur. Centret ligger i Tullkammarens gamla byggnad i Östersund
Gaaltjie, som betyder "kallkälla" på sydsamiska, fungerar som en kunskapskälla för sydsamiska kultur, historia och näringsliv. Verksamheten bedrivs inom vitt skilda områden:
- Språk, historia och kultur
- Närings- och samhällsliv
- Samisk konst och konsthantverk
- Information och kunskapsförmedling
- Vara mötesplats och marknadstorg

Det sydsamiska kultur- och informationscentret invigdes 1999. Verksamheten har finansierats genom olika EU-projekt, både nationella och internationella i samarbete med institutioner och organisationer i Norge.  Regeringen har hittills inte anslagit några fasta pengar till centret. Centrets verksamhet är nu säkrat fram till 2011 genom ett EU-uppdrag där Gaaltije, tillsammans med Saemien Sijte i Snåsa och Västerbottens museum, ska dokumentera sydsamisk historia och det sydsamiska kulturlandskapet.